# Ixoreis psychropotae
Ixoreis psychropotae is een soort in de taxonomische indeling van de Myzozoa, een stam van microscopische parasitaire dieren. Het organisme behoort tot het geslacht Ixoreis.